# بان يو
بان يو (بالصينية: 潘予) هي ممثلة صينية، ولدت في 28 أكتوبر 1924 في هانغتشو في الصين، وتوفيت في 11 يناير 2015 في جزيرة لانتاو في الصين.

## وصلات خارجية
- بان يو على موقع IMDb (الإنجليزية)